# Terceira Coligação
Após a dissolução da Segunda Coligação (1802), a negativa do Reino Unido em entregar a ilha de Malta aos Cavaleiros da Ordem de São João de Jerusalém iniciou novo conflito com os franceses. Em 1805, com a adesão da Áustria, de Nápoles, da Rússia e da Suécia ao conflito em apoio aos ingleses, originava-se a Terceira Coligação ou Terceira Coalizão. A Espanha era então aliada da França. A ideia desta coligação era tentar deter as crescentes ambições do governante francês, Napoleão Bonaparte, que em Maio de 1804 recebera o título de imperador.
Napoleão enfrentou os austríacos, que haviam invadido a Baviera, tendo vários Estados alemães apoiado a França na ocasião. As tropas francesas derrotaram as forças austríacas na batalha de Ulm, onde fizeram vinte e três mil prisioneiros, e iniciaram o avanço, ao longo do rio Danúbio, sobre Viena. As tropas russas, lideradas pelo general Mikhail Kutuzov e pelo czar Alexandre I da Rússia, levaram reforços aos austríacos, mas foram vencidas na batalha de Austerlitz. A Áustria rendeu-se novamente, e assinou o Tratado de Presburgo (26 de dezembro de 1805).
Em consequência, foi formada a Confederação do Reno, tendo Napoleão aproveitado a situação para nomear os seus irmãos, José I de Napóles, e Luís I da Holanda.
Enquanto isso, no mar, o almirante britânico Horatio Nelson derrotava as armadas francesa e espanhola na batalha de Trafalgar (21 de outubro de 1805). Como consequência, no ano seguinte (1806), Napoleão decretou o Bloqueio Continental, pelo qual os portos de toda a Europa seriam fechados ao comércio britânico. A superioridade naval da Grã-Bretanha e a retirada da Família Real Portuguesa para o Brasil dificultaram, na prática, a aplicação desta medida, conduzindo ao fracasso dessa política económica europeia francesa.